# Tengella perfuga
Tengella perfuga är en spindelart som beskrevs av Friedrich Dahl 1901. 
Tengella perfuga ingår i släktet Tengella och familjen Tengellidae. Inga underarter finns listade i Catalogue of Life.